# Østgalicien
Østgalicien (ukrainsk: Східна Галичина, polsk: Galicja Wschodnia , tysk: Ostgalizien) er en geografisk region i det vestlige Ukraine (nuværende oblaster i Lviv, Ivano-Frankivsk og Ternopil), der også har væsentlig historisk betydning i Polen. 
Galicien blev dannet inden for det østrigske imperium i årene 1772-1918. Det østlige Galicien omfatter nu heleLviv og Ivano-Frankivsk Oblasts samt Ternopil oblast i Ukraine. På den anden side ligger den vestlige del af det østlige Galicien i Polen (den østlige del af det subkarpatiske voivodskab - Przemyśl, Sanok, Jarosław, Lubaczów, Lesko og Bieszczady og områderne omkring disse byer og steder. Et lille stykke af det østlige Galicien ligger også i Lublin Voivodeship - byen Lubycza Królewska og det omkringliggende område, men Tomaszów Lubelski, 15 km væk, er ikke længere en del af Galicien, og det tilhørte heller ikke den østrigske stat under delingen af Polen. Det var en del af Kongrespolen inden for Det Russiske Kejserrige i henhold til den russiske deling af Polen. Området i det østlige Galicien er omkring 46.800 km2

## Historie
I 1918 blev det vestlige Galicien en del af den Anden polske republik, som absorberede en del af Lemko-regionen. Den lokale ukrainske befolkning erklærede det østlige Galiciens uafhængighed som den Vestukrainske folkerepublik. Den overvejende polske befolkning i Lviv (Lwów, Lemberg) gjorde modstand, hvilket førte til den polsk-ukrainske krig, hvorunder polakkerne tog kontrol over hele Galicien. I en pagt med Polen afstod Herman Petyura fra den ukrainske folkerepublik det østlige Galicien i bytte for hjælp mod sovjetterne. Under den polsk-sovjetiske krig oprettede sovjetterne i juli 1920 i det østlige Galicien den kortvarige galiciske socialistiske sovjetrepublik.
Freden i Riga af 18. marts 1921 tildelte det omstridte østlige Galicien til den anden polske republik. Ententemagterne anerkendte den polske besiddelse af territoriet den 15. maj 1923.
Ukrainerne i det tidligere østlige Galicien og naboprovinsen Volhynia udgjorde omkring 12 % af befolkningen i Den Anden Polske Republik og var dens største mindretal. Da den polske regerings politik var uvenlig over for minoriteter, voksede spændingerne mellem den polske regering og den ukrainske befolkning, hvilket til sidst gav anledning til den militante undergrundsorganisation af ukrainske nationalister. 

## Etymologi
Navnet Galicien, eller Halychyna på ukrainsk, er afledt af byen Halych (latingalisk)  som var den første hovedstad i det galiciske fyrstedømme. Navnet Halych stammer igen fra det ukrainske ord halka, som betyder "krage", hvilket afspejles af kragen i centrum af byens tidlige moderne våbenskjold.
Mange tror også, at navnet Halych/Galic (og deraf Halychyna/Galizia) er afledt af det græske ord ἅλς (hals), der betyder "salt". Byzantinerne og grækerne havde en stærk indflydelse på disse lande, og det var fra grækerne, at Galicien og Kievan Rus' blev konverteret til kristendommen. Faktisk er det græske ord for saltgrav αλυκή ( alyki ), hvilket giver et stærkt argument for, at Halych kunne være en ændring af det. Halych var rig på salt, som blev udvundet i regionen. I den tidlige middelalderperiode var salt Halychs vigtigste eksportvare.